# 12714 Alkimos
12714 Alkimos è un asteroide troiano di Giove del campo greco del diametro medio di circa 61,04 km. Scoperto nel 1991, presenta un'orbita caratterizzata da un semiasse maggiore pari a 5,2305542 UA e da un'eccentricità di 0,0358160, inclinata di 9,50878° rispetto all'eclittica.
L'asteroide è dedicato ad Alcimo, uno dei compagni di Achille.